# Carex ovoidoconica
Carex ovoidoconica är en halvgräsart som beskrevs av Jisaburo Ohwi. Carex ovoidoconica ingår i släktet starrar, och familjen halvgräs. Inga underarter finns listade i Catalogue of Life.